# Messias (Alagoas)
Messias est une municipalité brésilienne dans l'État de l'Alagoas.